# Medzev
Medzev (în germană Metzenseifen, în maghiară Meczenzéf) este un oraș din regiunea Košice, Slovacia cu 4.092 locuitori. Orașul a fost fondat de țipțeri, coloniști germani aduși în Regatul Ungariei ca parte a procesului mai larg de Ostsiedlung (i.e., „Așezare de Est”, termen din istoriografia germană care denotă colonizarea medievală germană a Europei de Est), în Evul Mediu Clasic. Fostul președinte slovac Rudolf Schuster a copilărit în această localitate.

## Demografie
| An:                | 1994 | 2004   | 2014    | 2024   |
| ------------------ | ---- | ------ | ------- | ------ |
| Număr de persoane: | 4027 | 3759   | 4358    | 4166   |
| Diferență:         |      | −6,65% | +15,93% | −4,40% |

| An:                | 2023 | 2024   |
| ------------------ | ---- | ------ |
| Număr de persoane: | 4124 | 4166   |
| Diferență:         |      | +1,01% |